# Psychoza IV: Początek
Psychoza IV: Początek (ang. Psycho IV: The Beginning) – amerykański film telewizyjny z 1990 roku, sequel i prequel filmu Alfreda Hitchcocka Psychoza. Główną rolę w filmie powtórzył Anthony Perkins. Zdjęcia kręcono w Orlando.

## Zarys fabularny
Norman Bates, psychopatyczny bohater poprzednich filmów z serii, został już niemal całkowicie wyleczony i próbuje rozpocząć życie na nowo. Mieszka w przytulnym mieszkaniu, zupełnie osamotniony. Demony przeszłości jednak powracają, gdy pewnego dnia Norman – pod pseudonimem Ed – bierze udział w audycji radiowej, rozmawiając z prowadzącą, Fran Ambrose, o swoim dzieciństwie i dalszym życiu. Film przedstawia sceny retrospekcji głównego bohatera.